# Nuno Da Costa
Pour les articles homonymes, voir Da Costa.
Nuno Miguel da Costa Jóia, dit Nuno Da Costa, né le 10 février 1991 à Praia au Cap-Vert, est un footballeur international cap-verdien, qui évolue au poste d'attaquant à l'İstanbul Başakşehir.

## Biographie

### Parcours junior et amateur
Nuno Da Costa est né à Sartrouville en France puis il rejoint le Portugal à l'âge de deux ans avec sa famille. Dans sa jeunesse, il passe par le centre de formation du Sporting Portugal où il côtoie notamment Cristiano Ronaldo. Ensuite ses parents décident de quitter le Portugal pour la France. Il joue dans des clubs amateurs mais il subit une grave blessure au tibia à 18 ans alors qu'il commençait à percer. C'est à Aubagne qu'il se révèle en inscrivant 14 buts lors de sa dernière saison, et ses performances lui permettent de passer des essais à Dijon, Évian-Thonon-Gaillard ou Eindhoven sans pour autant recevoir de réponses positives.

### Le passage au professionnalisme

#### Révélation en Ligue 2 avec Valenciennes FC
Après un test d'une semaine, Nuno Da Costa signe un contrat amateur avec le Valenciennes FC, mais intègre régulièrement le groupe pro. Le 21 août 2015, il joue son premier match professionnel lors de la réception de Bourg-en-Bresse. Il inscrit son premier but dès le match suivant face à Dijon FCO. 
Il réalise une fin de saison exceptionnelle en inscrivant 9 buts lors de ses 12 derniers matchs et termine ainsi meilleur buteur du VAFC dès sa première année. Grâce à ses bonnes performances, il signe son premier contrat professionnel le 30 mars 2016. Lors de la saison 2016-17, il repart sur les mêmes bases en inscrivant 9 buts lors de la phase aller mais, sa volonté de quitter le club lors du mercato hivernal et en raison de blessures, il ne joue que 4 matchs lors de la phase retour. Cela ne l'empêche toutefois pas de terminer une nouvelle fois meilleur buteur du club lors de cette saison.

#### RC Strasbourg
Le 3 juillet 2017, il s'engage avec le RC Strasbourg pour 4 saisons. Il découvre ainsi la Ligue 1 pour la première fois à 26 ans. Le 24 septembre 2017, il inscrit son premier but sous ses nouvelles couleurs face au FC Nantes. Lors de la 10e journée, il réalise un doublé permettant la victoire de Strasbourg face à Nice (1-2). Le 2 décembre 2017, il marque de la tête et contribue à la victoire de son équipe qui fait chuter le PSG pour la première fois de la saison.
Le 29 septembre 2018 lors du match contre Dijon il réalise une partie de haute volée, saluée d’un but et d’une belle passe décisive. En avril 2019, une polémique éclate après que le commentateur Daniel Bravo ait déclaré que "c'est pas mal pour un noir" d'avoir signé six buts et cinq passes décisives.

#### Départ en Angleterre
À la fin du mercato d'hiver 2020, l'attaquant traverse la Manche et rejoint Sabri Lamouchi à Nottingham Forest. Il dispute sa première rencontre de Championship le 11 février lors de la réception de Charlton (32e journée, défaite 0-1). Il se blesse lors de cette première apparition. À la suite de cette blessure et à la suspension du championnat à cause de la pandémie de Covid-19, il ne retrouve les terrains que le 20 juin. Il participe alors à chacune des journées de championnat entre la 38e et la 46e journée, en débutant quatre et délivrant une passe décisive. Alors que l'équipe n'est pas sortie du top 6 depuis 21 journées, elle conclut le championnat à la 7e place à la suite de sa défaite contre Stoke City (1-4) et échoue à sa qualifier pour les barrages de promotion.

##### Prêt à Mouscron
En désaccord sur son utilisation par Lamouchi qui le fait évoluer sur un côté, il rejoint Mouscron en prêt le 5 octobre 2020 pour évoluer à son poste de prédilection,. Le lendemain de son transfert, l'entraîneur français est démis de ses fonctions. En Belgique, il réalise une saison pleine, disputant 25 rencontres de Jupiler Pro League, en débutant 24, inscrivant 6 buts et délivrant 2 passes décisives.

##### Prêt à Caen
Le 31 août 2021, il est prêté au Stade Malherbe Caen pour une saison. Arrivant blessé, il porte pour la première fois ses nouvelles couleurs le 16 octobre face au Havre (12e journée, 2-2). Il marque trois buts et délivre une passe décisive en trois journées de championnat (18e, 19e et 21e). Le 26 février 2022, il réalise un doublé face au SC Bastia (26e journée, victoire 2-1).

#### AJ Auxerre
Le 6 août 2022, il s'engage pour deux saisons plus une autre en option avec l'AJ Auxerre promu en ligue 1.

### Carrière internationale
Nuno Da Costa compte une sélection et un but avec l'équipe du Cap-Vert depuis 2016.
Il est convoqué pour la première fois en équipe du Cap-Vert par le sélectionneur national Beto, pour un match des éliminatoires de la CAN 2017 contre Sao Tomé-et-Principe le 4 juin 2016. Il entre à la 73e minute de la rencontre, à la place de Garry Rodrigues. Puis, 6 minutes plus tard, il inscrit son premier but en sélection. Le match se solde par une victoire 2-1 des Cap-Verdiens.

## Statistiques
| Saison                | Club                        | Championnat           | Championnat | Championnat | Coupe nationale | Coupe nationale | Coupe de la Ligue | Coupe de la Ligue | Compétition(s) continentale(s) | Compétition(s) continentale(s) | Compétition(s) continentale(s) | Cap-Vert | Cap-Vert | Total | Total |
| Saison                | Club                        | Division              | M.          | B.          | M.              | B.              | M.                | B.                | Comp.                          | M.                             | B.                             | M.       | B.       | M.    | B.    |
| 2011-2012             | Aubagne FC                  | CFA 2                 | 22          | 6           | -               | -               | -                 | -                 | -                              | -                              | -                              | -        | -        | 22    | 6     |
| 2012-2013             | Aubagne FC                  | CFA 2                 | 20          | 4           | -               | -               | -                 | -                 | -                              | -                              | -                              | -        | -        | 20    | 4     |
| 2013-2014             | Aubagne FC                  | CFA 2                 | 21          | 4           | 2               | 1               | -                 | -                 | -                              | -                              | -                              | -        | -        | 23    | 5     |
| 2014-2015             | Aubagne FC                  | CFA 2                 | 25          | 14          | -               | -               | -                 | -                 | -                              | -                              | -                              | -        | -        | 25    | 14    |
| Sous-total            | Sous-total                  | Sous-total            | 88          | 28          | 2               | 1               | -                 | -                 | -                              | -                              | -                              | -        | -        | 90    | 29    |
| 2015-2016             | Valenciennes FC             | Ligue 2               | 23          | 10          | 1               | 0               | -                 | -                 | -                              | -                              | -                              | 1        | 1        | 25    | 11    |
| 2016-2017             | Valenciennes FC             | Ligue 2               | 22          | 9           | 1               | 0               | 1                 | 0                 | -                              | -                              | -                              | -        | -        | 24    | 9     |
| Sous-total            | Sous-total                  | Sous-total            | 45          | 19          | 2               | 0               | 1                 | 0                 | -                              | -                              | -                              | 1        | 1        | 49    | 20    |
| 2017-2018             | RC Strasbourg               | Ligue 1               | 26          | 5           | 2               | 2               | -                 | -                 | -                              | -                              | -                              | -        | -        | 28    | 7     |
| 2018-2019             | RC Strasbourg               | Ligue 1               | 34          | 8           | 3               | 0               | 2                 | 0                 | -                              | -                              | -                              | 2        | 0        | 41    | 8     |
| 2019-2020             | RC Strasbourg               | Ligue 1               | 14          | 1           | -               | -               | 1                 | 1                 | C3                             | 5                              | 0                              | -        | -        | 20    | 2     |
| Sous-total            | Sous-total                  | Sous-total            | 74          | 14          | 5               | 2               | 3                 | 1                 | -                              | 5                              | 0                              | 2        | 0        | 89    | 17    |
| 2019-2020             | Nottingham Forest           | Championship          | 10          | 0           | 0               | 0               | 0                 | 0                 | -                              | -                              | -                              | -        | -        | 10    | 0     |
| 2020-2021             | Nottingham Forest           | Championship          | 2           | 0           | 0               | 0               | 1                 | 0                 | -                              | -                              | -                              | -        | -        | 3     | 0     |
| 2021-2022             | Nottingham Forest           | Championship          | 0           | 0           | 0               | 0               | 1                 | 0                 | -                              | -                              | -                              | -        | -        | 1     | 0     |
| Sous-total            | Sous-total                  | Sous-total            | 12          | 0           | 0               | 0               | 2                 | 0                 | -                              | -                              | -                              | -        | -        | 14    | 0     |
| 2020-2021             | Royal Excel Mouscron (prêt) | Jupiler League        | 25          | 6           | 0               | 0               | 0                 | 0                 | -                              | -                              | -                              | -        | -        | 25    | 6     |
| Sous-total            | Sous-total                  | Sous-total            | 25          | 6           | 0               | 0               | 0                 | 0                 | -                              | -                              | -                              | -        | -        | 25    | 6     |
| 2021-2022             | SM Caen (prêt)              | Ligue 2               | 16          | 9           | 1               | 1               | -                 | -                 | -                              | -                              | -                              | -        | -        | 17    | 10    |
| Sous-total            | Sous-total                  | Sous-total            | 16          | 9           | 1               | 1               | 0                 | 0                 | -                              | -                              | -                              | -        | -        | 17    | 10    |
| Total sur la carrière | Total sur la carrière       | Total sur la carrière | 260         | 76          | 10              | 4               | 6                 | 1                 | -                              | 5                              | 0                              | 3        | 1        | 284   | 82    |

## Palmarès

### En club
RC Strasbourg
- Vainqueur de la Coupe de la Ligue en 2019.

🇫🇷 AJ Auxerre
• Vainqueur de la Ligue 2 en 2024